# Sead Hadžibulić
Sead Hadžibulić (30 de Janeiro de 1983, Novi Pazar, Sérvia) é um futebolista sérvio que joga como atacante atualmente pelo Besa Kavajë da Albânia .